# (10287) Smale
(10287) Smale (1982 UK7) – planetoida z pasa głównego asteroid okrążająca Słońce w ciągu 3,81 lat w średniej odległości 2,44 j.a. Odkryta 21 października 1982 roku.